# Rogonosowate
Rogonosowate (Rhinonycteridae) – rodzina ssaków z podrzędu rudawkokształtnych (Pteropodiformes) w obrębie rzędu nietoperzy (Chiroptera).

## Rozmieszczenie geograficzne
Rodzina obejmuje gatunki występujące w Afryce, Azji, Australii i Oceanii.

## Systematyka
Takson wyodrębniony z Hipposideridae. Do rodziny należą następujące występujące współcześnie rodzaje
:
- Rhinonicteris J.E. Gray, 1847 – rogonos – jedynym żyjącym współcześnie przedstawicielem jest Rhinonicteris aurantia (J.E. Gray, 1845) – rogonos pomarańczowy
- Triaenops Dobson, 1871 – trójpłatnik
- Cloeotis O. Thomas, 1901 – krótkouszek – jedynym przedstawicielem jest Cloeotis percivali O. Thomas, 1901 – krótkouszek afrykański
- Paratriaenops Benda & Vallo, 2009 – pseudotrójpłatnik

Opisano również rodzaje wymarłe:
- Archerops Hand & Kirsch, 2003[11] – jedynym przedstawicielem był Archerops annectens Hand & Kirsch, 2003
- Brachipposideros Sigé, 1968[12]
- Brevipalatus Hand & Archer, 2005[13] – jedynym przedstawicielem był Brevipalatus mcculloughi Hand & Archer, 2005
- Xenorhinos Hand, 1998[14] – jedynym przedstawicielem był Xenorhinos halli Hand, 1998.